# Rüdiger Reinel
Rüdiger Reinel (* 15. Oktober 1939 in Leipzig; † 2016) war ein deutscher Architekt, Glasgestalter, Zeichner, Grafiker und Hochschullehrer.

## Leben und Werk
Reinel studierte von 1958 bis 1964 an der Hochschule für Architektur und Bauwesen Weimar mit dem Abschluss als Diplom-Architekt und arbeitete danach bis 1970 als Architekt. Ab 1975 leitete er die Abteilung Glasgestaltung bzw. den Fachbereich Baugebundenes Glas der Hochschule für industrielle Formgestaltung Halle – Burg Giebichenstein und hatte eine Professur. Bei der Arbeit mit Glas bevorzugte er neben der Bleiverglasung die Methode der Senkverformung, mit der er farblose Glasreliefs erzielte. Er setzte sich intensiv für das Zusammenwirken von Glasgestaltern und Architekten bei architekturbezogenen Arbeiten ein. Schülerinnen und Schüler Reinels waren u. a. Günter Grohs, Thomas Kuzio und Christine Triebsch.
Reinel war bis 1990 Mitglied im Verband Bildender Künstler der DDR. Er hatte in der DDR einige Personalausstellungen und war auf wichtigen Gruppenausstellungen vertreten. Künstlerisch betätigte sich Reinel neben seiner beruflichen Tätigkeit seit den 1960er Jahren autodidaktisch als Grafiker und Zeichner. Als er 1976 einen Auftrag für Grafiken mit Sport-Motiven erhielt, entdeckte er für sich die Bleistiftzeichnungen. Original-Grafiken Reinels wurden u. a. in Mappenwerken zusammen mit Arbeiten wichtiger Künstler der DDR publiziert. Reinel fertigte auch gebrauchsgrafische Arbeiten wie die Gestaltung von Katalogen und Buchillustrationen.
Werke von Rüdiger Reinel befinden sich in der Sammlung des Museums Schloss Moritzburg in Zeitz.

## Werk (Auswahl)

### Entwürfe für glaskünstlerische Arbeiten
- Mathematische Prinzipien (Glasfenster; Halle/Saale, Eingangsbereich der damaligen Pädagogischen Hochschule Halle-Köthen)[2]
- Dekorative Fenstergestaltung (1986, Bleiglas mit eingearbeiteten Fotografien; Wolfen, Mehrzweckraum des damaligen Kombinats ORWO)

### Druckgrafik
- Wochenende (ca. 1978, kleinformatige Radierung, dreigeteilte Darstellung)
- Entwurf einer Magistrale für die Fleischerstraße (1981, Lithografie, 31 × 21 cm; architekturkritische Arbeit, publiziert in der von Roland Rittig im Auftrag des Kulturbunds herausgegebenen Grafikmappe Halle an der Saale)[3]
- Befragung (1983, Lithografie, 54 × 39 cm; publiziert in der von Roland Rittig im Auftrag des Rats des Bezirkes Halle und der Martin-Luther-Universität herausgegebenen Grafikmappe Luther und seine Zeit)[4]
- Prometheus im Olymp (1982, Lithografie, 37,7 × 39 cm, publiziert in der Mappe Prometheus´82 zum 150. Todestag Goethes)[5]

### Zeichenkunst
- Ein Jahr danach. Inmitten des jubelnden Volkes (1974, Feder, 21 × 29,7 cm; Karikatureske Reaktion auf den Putsch in Chile 1973)[6]
- Metamorphose (1976, Bleistift, 29 × 41 cm; auf der VIII. Kunstausstellung der DDR)
- Walkie – Talkie – Selbdritt (1977, Bleistift)[7]
- Durchgangsraum (1978, Bleistift)[8]
- Die Welt des Pygmalion (1979, Graphit, Farbstift; aus dem Zyklus Mythologische Vorwände; Otto-Dix-Haus Gera)

### Buchillustrationen
- Wilhelm Bartsch. Verlag Neues Leben, Berlin 1985. (= Poesiealbum, Band 208.) (Umschlag- und Innengrafik)

## Ausstellungen (unvollständig)

### Teilnahme an zentralen und wichtigen regionalen Ausstellungen in der DDR
- 1974/1975: Frankfurt/Oder, Galerie Junge Kunst („Junge Künstler '74. 1. Ausstellung junger bildender Künstler der DDR“)
- 1974, 1979 und 1984: Halle, Bezirkskunstausstellungen
- 1977/1978, 1982/1983 und 1987/1988: Dresden, VIII. bis X. Kunstausstellung der DDR
- 1979/1980: Hannover, Kunstverein Hannover („Kunst aus der DDR. Bezirk Halle“)